# Friderich Weggersløff
Friderich Weggersløff (1702 i London – 14. marts 1763 i København) var en dansk søofficer, bror til Gunder Weggersløff.
Hans forældre var dansk konsul i London, købmand Thøger Lorentzen Weggersløff (død 1716) og Kirsten Olufsdatter Bang. Weggersløff blev voluntær kadet 1716, kadet 1720, sekondløjtnant 1723, premierløjtnant 1732, kaptajn 1738 og kommandørkaptajn 1752. Han gjorde 1722 en rejse til Guinea, 1726 gjorde Weggersløff tjeneste i Mikkel Billes eskadre på flagskibet Nordstjærnen. I sin iver for at forsvare mandskabets formentlige ret ved proviantuddelingen forløb han sig så grovelig mod eskadrechefen, at han belagdes med arrest, men kom dog på grund af sit øvrige gode forhold snart på fri fod igen. Han udviste tidlig betydelige matematiske anlæg, kastede sig derefter over studiet af denne videnskab og foretog 1729 en studierejse udenlands; 1730 var han på togt til Kina med en ostindiefarer og efter hjemkomsten sendtes han på ny udenlands. I England opholdt han sig til 1737 og lagde sig der efter hydrografi, vand- og skibsbygningskunst; efter endt studium ansattes han som lærer for de studerende officerer i mekanik og hydrostatik, 1740 blev han medlem af Artilleri- og Konstruktionskommissionen, og efter sin svigerfaders, navigationsdirektør Lorentz Lous' død 1741 arvede han dennes stilling, som han med megen dygtighed forvaltede til sin død. 1742 sendtes Weggersløff til fæstningen Glückstadt, hvor han anlagde nye sluseværker, 1746 blev han medlem af den generale havnekommission og 6 år senere af Københavns Havnekommission.
Ved denne tid (1752) havde svenskerne anlagt et galejværft ved Landskrona; som et modtræk besluttede man da at indrette et lignende, og Weggersløff fik det hverv, sammen med oberst Samuel Christoph Gedde, at udføre anlægget ved Nivå; det blev færdigt 1757, og Weggersløff førte overtilsynet med det indtil sin død. 1753 blev Weggersløff medlem af Københavns Defensionskommission, 1756 udførte han i forening med admiralerne Ulrik Frederik Suhm og Olfert Fas Fischer overslag over og planer til søforterne på Københavns Red, og 1759 udvidede han fæstningsværkerne på Christiansø. Endnu så sent som året før sin død opfandt han til brug for Magistraten en ankerprøvemaskine. Han døde 14. marts 1763. Weggersløff var en højtbegavet mand, med et udpræget mekanisk talent, der på mange områder kom landet til nytte.
Weggersløff blev gift 27. oktober 1738 i Holmens Kirke med Helene Cathrine Lous (døbt 28. maj 1715 i Holmens Kirke, død 28. marts 1771 i København), datter af navigationsdirektør Lorentz Lous (1678-1721) og Ambrosia Brinck (1695-1773).
Han er og hustruen begravet på Holmens Kirkegård.